# Nick Hashu
Nicholas S. Hashu, detto Nick (Hammond, 1º febbraio 1917 – Fullerton, 28 aprile 2012), è stato un cestista statunitense, professionista nella NBL.

## Carriera
Giocò per due stagioni nella NBL, disputando complessivamente 21 partite con 2,2 punti di media.